# Deungchon-dong
Deungchon-dong là một dong, phường của Gangseo-gu ở Seoul, Hàn Quốc.

## Điểm thu hút
Jin Air có trụ sở chính tại Deungchon-dong.
SBS Open Hall, nằm ở Deungchon-dong, là trung tâm phát sóng và thu hình chương trình của Seoul Broadcasting System với phòng thu khán giả, cụ thể là chương trình âm nhạc trực tiếp hàng tuần The Music Trend.

## Liên kết
- Trang chính thức Gangseo-gu[liên kết hỏng]
- (tiếng Hàn) Bản đồ Gangseo-gu Lưu trữ ngày 30 tháng 10 năm 2004 tại Wayback Machine tại trang chính thức Gangseo-gu
- (tiếng Hàn) Văn phòng dân cư Dong của Gangseo-gu Lưu trữ ngày 4 tháng 12 năm 2012 tại archive.today